# Chilombo
Chilombo è il terzo album in studio della cantante statunitense Jhené Aiko, pubblicato il 6 marzo 2020. L'album ha ricevuto diverse nomination ai Grammy 2021, tra cui una come "album dell'anno".

## Tracce
1. Lotus (Intro) – 1:12
2. Triggered (Freestyle) – 3:30
3. None of Your Concern (feat. Big Sean) – 4:19
4. Speak – 3:05
5. B.S. (feat. H.E.R.) – 3:33
6. P*$$Y Fairy (OTW) – 3:41
7. Happiness Over Everything (H.O.E.) (feat. Future & Miguel) – 3:08
8. One Way St. (feat. Ab-Soul) – 2:54
9. Define Me (interlude) – 1:49
10. Surrender (feat. Dr. Chill) – 4:18
11. Tryna Smoke – 4:30
12. Born Tired – 3:15
13. Love – 2:36
14. 10k Hours (feat. Nas) – 4:18
15. Summer 2020 (interlude) – 1:46
16. Mourning Doves – 2:48
17. Pray for You – 1:40
18. Lightning & Thunder (feat. John Legend) – 4:30
19. Magic Hour – 3:16
20. Party for Me (West Coast Version) (feat. Ty Dolla Sign) – 3:26